# Zwiebelbrot

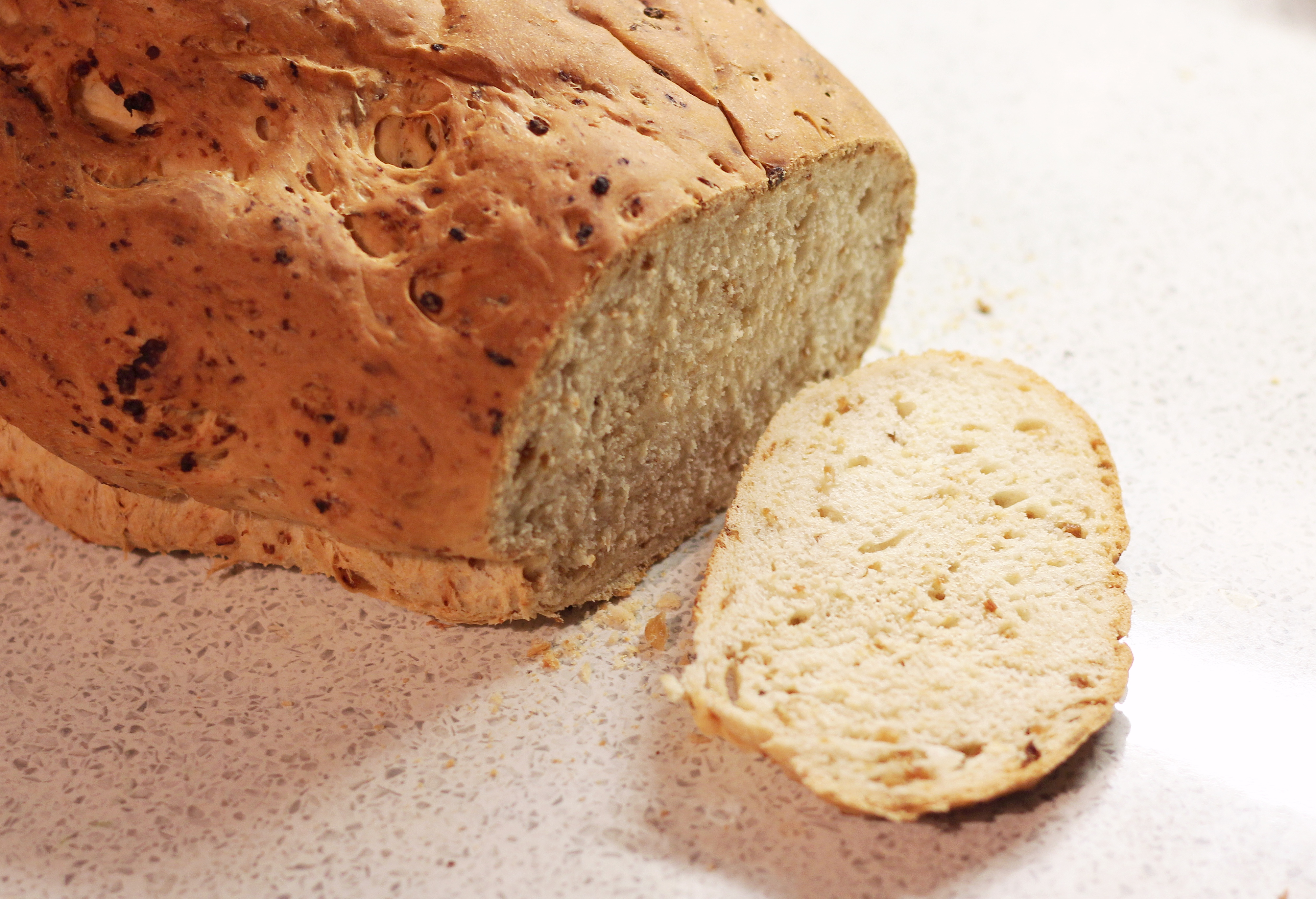
Angeschnittenes Zwiebelbrot

Zwiebelbrot ist ein spezielles Brot (bzw. Zwiebelbrötchen ein spezielles Kleingebäck), das in beliebiger Mischung von Getreidemahlerzeugnissen (Mehle) hergestellt werden kann. Maßgeblich für die Verkehrsbezeichnung ist ein Zusatz an Röstzwiebeln, der im Fertigprodukt geschmacklich deutlich wahrnehmbar sein muss. In einem Zwiebelbrot oder -brötchen sind die Zwiebelteile eingebacken und müssen deutlich erkennbar sein, nicht nur als Aufstreu.
Bialy ist ein Zwiebelbrötchen der aschkenasischen Küche in den USA, doch Juden aus Polen und Russland nennen es Tsibele Pletzel (Zwiebelplätzchen).